# Боккини, Артуро
Артуро Боккини (итал. Arturo Bocchini, 12 февраля 1880, Сан-Джорджо-дель-Саннио — 12 ноября 1940, Рим) — итальянский государственный деятель, сенатор (16 ноября 1933), начальник итальянской полиции (1926—1940).

## Биография
Префект Брешиа (30 декабря 1922 — 16 декабря 1923). В 1923 вступил в Национальную фашистскую партию. Префект Болоньи (16 декабря 1923 — 12 октября 1925). Префект Генуи (12 октября 1925 — 13 сентября 1926). 13 сентября 1926 сменяет Луиджи Федерцони на посту министра внутренних дел Итальянского Королевства. В 1927 тайная полиция ОВРА находится в подчинении ведомства Боккини. Вел активную борьбу с противниками фашистского режима в Италии. Умер от инсульта 12 ноября 1940 года в Риме.